# 사바주
사바주(말레이어: Sabah)는 보르네오섬의 북쪽 일부에 위치한 말레이시아의 주이다. 말레이시아 동쪽 끝에 위치한 주이며 남서쪽에 경계를 하는 사라왁주 다음으로 말레이시아에서 두 번째로 큰 주이다. 남쪽으로는 인도네시아와 경계를 이루며, 서쪽으로는 라부안 연방직할시와, 동쪽으로는 필리핀과 해양 경계를 이룬다. 현재 말레이시아의 주임에도 불구하고 사바주는 분쟁 영토로 남아 있다. 주도는 코타키나발루이며, 과거에는 '제셀턴'으로 알려졌었다. 면적은 73,620km2이고 인구는 2,603,485명(2000년 기준)이다. 사바주는 필리핀 주위에 태풍 지대 바로 남쪽이 되는 위치였기 때문에 "사바, 바람 아래의 땅"("Sabah, negeri di bawah bayu")으로 알려진다.

## 역사
7세기 이후 중국인과 교역을 한 증거가 있기는 하지만 지난 여러 세기 동안 필리핀과의 접촉만을 해왔다. 태풍지대에 속해 있기 때문에 술루 해적들은 "바람 아래의 땅"이라고 불렀다. 1882년까지 브루나이 술탄령으로 있었다.

### 초기 역사
약 2,3만년 전 사람들이 이곳에 이주해 온 것으로 짐작된다. 이들은 주로 오스트랄로이드 또는 네그리토인으로 추정된다. 기원전 3000년 무렵 오스트로네시안 몽골로이드인이 추가로 이주해왔다.

### 브루나이 술탄국에서술루 술탄국까지

브루나이 제국의 기

7세기 이후 중국인과 교역을 한 증거가 있기는 하지만 지난 여러 세기 동안 필리핀과의 접촉만을 해왔다. 태풍지대에 속해 있기 때문에 술루 해적들은 "바람 아래의 땅"이라고 불렀다.
7세기 경 비자야푸라(스리비자야 제국 지류)가 브루나이 제국이 보르네오 북동부 해안 일대에 존재하도록 하는 데 큰 수혜자로 간주된다. 9세기 경 존재하기 시작한 것으로 추정되는 왕국은 포니였다. 포니는 브루나이 강 하구에 위치했던 것으로 추정되며 브루나이 술탄령 이전의 왕국으로도 간주된다. 브루나이 술탄의 지배는 지도자가 이슬람교를 받아들인 후 시작되었다. 1473년부터 1524년까지 브루나이를 통치한 제6대 술탄 볼키아흐의 재직 기간 동안, 술탄령의 제해권은 사바를 넘어 술루 군도, 북으로는 마닐라, 심지어 사라왁에 남쪽으로는 반자르마신까지 확대되었다. 1658년 브루나이 술탄은 후반기 술탄령 내 시민 내전을 해결한 보상으로 보르네오의 북부 및 동부 지역을 술루 술탄에게 양도했다고 하지만, 많은 자료들이 브루나이는 사바의 그 어떠한 부분도 술루 술탄령에 양도하지 않았다고 주장한다.

### 영국령 북보르네오 회사

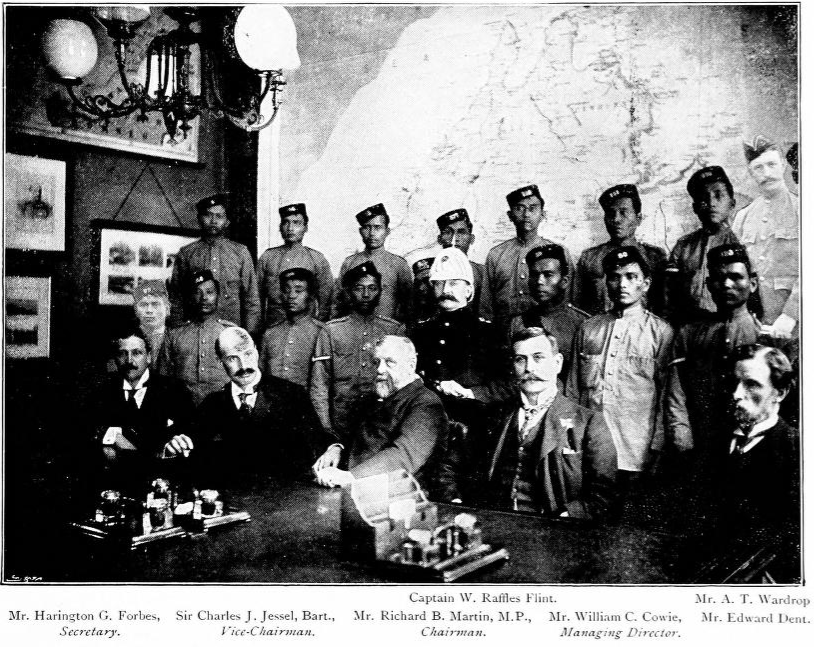
북보르네오 특허 회사의 취체역회(1899년)

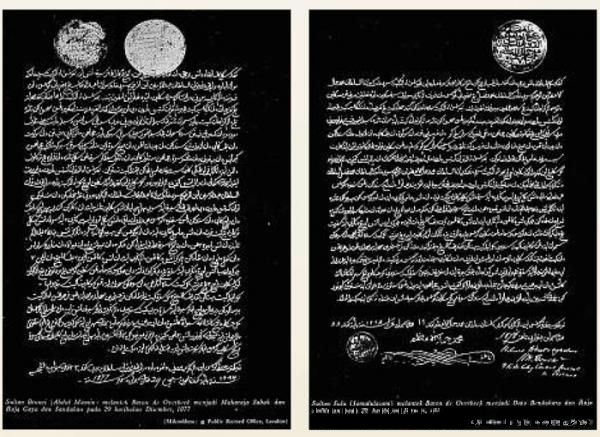
(좌) 1877년 12월 29일 브루나이의 술탄 압둘 모민이 첫 번째 양보 조약에 서명했다.
(우) 술루 술탄 술탄 자말랄루라잠이 1878년 1월 22일 두 번째 양보 조약에 서명했다.

1761년 스코틀랜드의 항해가이자 영국령 동인도 회사의 장교였던 알렉산더 달림플이 술루 술탄과의 조약을 마무리하였으며, 이에 따라 술루 지역에서 교역소를 세울 수 있도록 허락받았지만 실패했다. 1846년 브루나이 술탄이 사바 서해안 앞바다의 라부안 섬을 영국에 양도했으며, 라부안은 후에 1848년 영국의 직할 식민지가 되었다. 1877년 사바도 영국에 양도되었으며, 1878년 술루 술탄이 사바의 동부 지역까지 양도했다. 일련의 이주 후 사바의 권리는 1881년 알프레드 덴트에게 양도되었으며, 그는 동년 영국령 북보르네오 임시협회 (Ltd)를 설립했다(예전에는 영국령 북보르네오 회사). 이듬해 영국령 북보르네오 회사가 설립되었고 쿠닷이 수도가 되었다. 1883년 수도는 산다칸으로 이전되었으며 1885년 영국, 스페인, 독일이 마드리드의정서를 체결함에 따라 스페인의 술루 군도 지배를 인정하는 한편 스페인의 북보르네오 영유권 주장을 철회하도록 했다. 북보르네오는 1888년 영국의 피보호국이 되었다.

### 제2차 세계대전과 일본의 지배

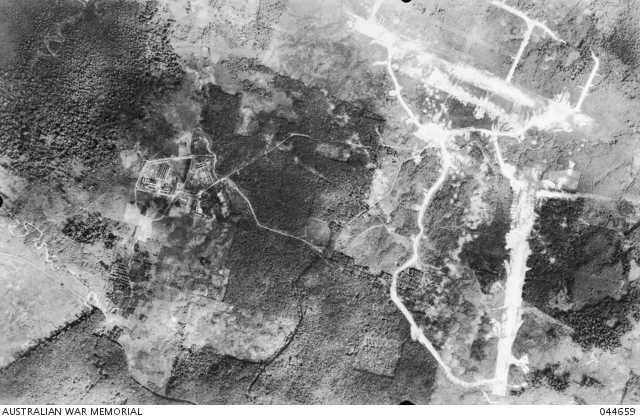
산다칸 포로 수용소의 조감도. 영국령 북보르네오 회사가 실험적인 농사를 하던 곳이었으나, 후에 일제가 이곳을 포로 수용소로 만들어 놓았다.

제2차 세계대전 중이던 1942년 1월 1일 일본이 라부안을 점령했고, 그 뒤 북보르네오의 타 지역들을 침공했다. 1942년부터 1945년까지 일본은 북보르네오와 그 일대의 섬의 대부분을 지배했다. 연합군의 포격으로 산다칸을 포함한 많은 지역들을 파괴했으며, 특히 산다칸은 땅 자체가 심하게 파괴되었다. 1946년 영국의 직할식민지가 되었다. 한때 산다칸에서는 일본이 북보르네오에서 온 영국인과 호주인의 포로들을 자신들이 운영한 잔악한 포로 수용소에 수용한 적이 있었다. 수감자들은 악명 높은 비인간적 환경 속에서 고통을 겪었으며, 연합군의 포격이 일어나자 일본은 자신들의 포로 수용소를 라나우 내륙으로부터 260km 떨어진 곳으로 옮겼다. 2,504명의 수감자들이 줄어든 후, 모든 수감자들이 악명 높은 "산다칸의 죽음의 행진"을 강요당했다. 6명의 호주인 수감자를 제외한 전원이 숨졌다. 전쟁은 1945년 9월 10일 끝났다. 일본의 항복 이후 북보르네오는 영국 군령이 되었고, 1946년 영국의 직할 식민지가 되었다. 제셀턴(현 코타키나발루)이 산다칸을 대신할 새 수도가 되었으며, 영국의 지배는 1963년까지 계속되었다.

### 독립과 말레이시아로의 합병

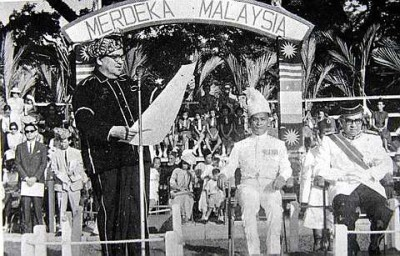
1963년 9월 16일 툰 푸아드 스테픈스(좌)가 당시 말라야 연방의 부총리였던 압둘 라자크 후세인(우)과 무스타파 하룬(우측 두번째)과 함께 제셀턴의 파당 머르데카에서 말레이시아의 탄생을 선언했다.

1963년 8월 31일 북보르네오는 영국으로부터 독립을 쟁취했다. 1962년 코볼드 위원회가 사바, 사라왁 주민들의 요구에 따라 독립을 결정했고, 이어 말레이시아로 편입되게 하였다(실제로는 빨리 독립하려는 취지였다). 초기 사바의 지도자들은 민족별/종교별로 다양했는데, 무스타파 하룬은 무슬림을 대변했는 가 하면 툰 푸아드 스테픈스는 비무슬림을 대변, 쿠샥츄는 중국인을 대변했다. 말레이시아 조약과 20조항 조약에 대한 논의가 끝난 후, 1963년 9월 16일 북보르네오는 '사바'가 되어 사라왁, 싱가포르, 말라야와 함께 신설 말레이시아를 출범시켰다.
말레이시아가 결성되기 전부터 1966년에 이르기까지, 인도네시아는 영국이 말라야를 돌려주고 말레이시아가 결성된 후까지 매우 혹독한 정책을 택했다. 이 알려지지 않은 전쟁은 당시 인도네시아 대통령 수카르노가 해당 지역에서 영국의 영향력을 확장하는 것을 막고 보르네오 전체를 인도네시아 공화국의 지배하로 넣으려 하는 과정에서 막아졌다. 툰 푸아드 스테픈스가 초대 주수상이 되었다. 초대 주지사는 무스타파 하룬이었다. 1967년 첫 총선이 열렸고, 2013년까지 총 12번의 총선이 있었다. 2013년 총선 전후로 총 10명의 주지사와 14명의 주수상이 있다. 1976년 6월 14일 사바 정부는 연방정부 소속의 석유, 가스 기업인 페트로나스와 조약을 맺었으며, 석유 추출 권리 및 사바 영해에서 발견된 석유에 대한 수익을 버는 대신 5%의 세입을 로열티로 붙이는 것을 승인했다.
한편 사바 서부 앞바다에 있던 섬도시 라부안이 말레이시아 연방정부령으로 양도되었으며, 1984년 4월 16일 쿠알라룸푸르의 뒤를 이어 두 번째로 연방직할시가 되었다. 2000년 주도인 코타키나발루가 시로 승격되었으며, 말레이시아에서 여섯번 째로 큰 도시이자 사바의 최대도시가 되었다. 동년 키나발루 국립공원이 유네스코로부터 세계유산으로 지정되었으며, 나라의 첫 유산이 되었다. 2002년 국제사법제판소가 인도네시아가 영유권을 행사했던 시파단 섬 및 리기탄 섬에 대해 말레이시아 사바주 소유라고 판결했다.

### 필리핀의 주장
1960년대초 필리핀이 오랫동안 주장해온 이 영토에 대한 소유권을 다시 요구했으나 뜻을 이루지 못했다. 말레이시아와 필리핀은 사바주 일부 지역에 관한 분쟁을 외교문제화하지 않기로 합의하였다.

## 지리

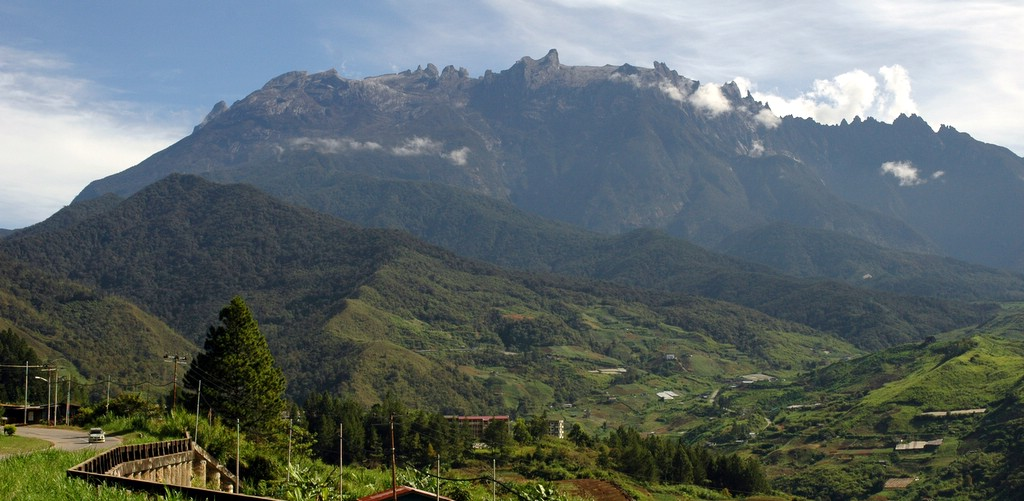
말레이시아에서 가장 높은 키나발루 산

보르네오섬 북부지방을 차지하고 있다. 남서쪽으로는 사라왁, 남쪽으로 칼리만탄(인도네시아령 보르네오)과 경계를 이루며 남중국해, 술루해, 셀레베스해에 걸쳐서 둘쭉날쭉한 해안선이 1,290~1,450km쯤 뻗어 있다. 영국의 식민통치를 받던 시기에는 북(北)보르네오라고 불렀다. 키나발루 산(4,101m)이 우뚝 솟아 있다. 크로커 산맥, 테루스마디 산맥, 위티 산맥이 크게 뒤엉켜 해발 1,200~1,500m의 봉우리들이 여기저기 솟아 있는 험준한 내륙지방을 형성한다. 크로커 산맥과 서해안 앞바다 사이에는 인구가 밀집한 해안평야가 널리 펼쳐져 있으며 테놈·탐부난·크닝아우 등의 평야가 내륙의 산괴 사이에 자리잡고 있다. 동부 저지대는 부분적으로 개석(開析)된 준평원이다.

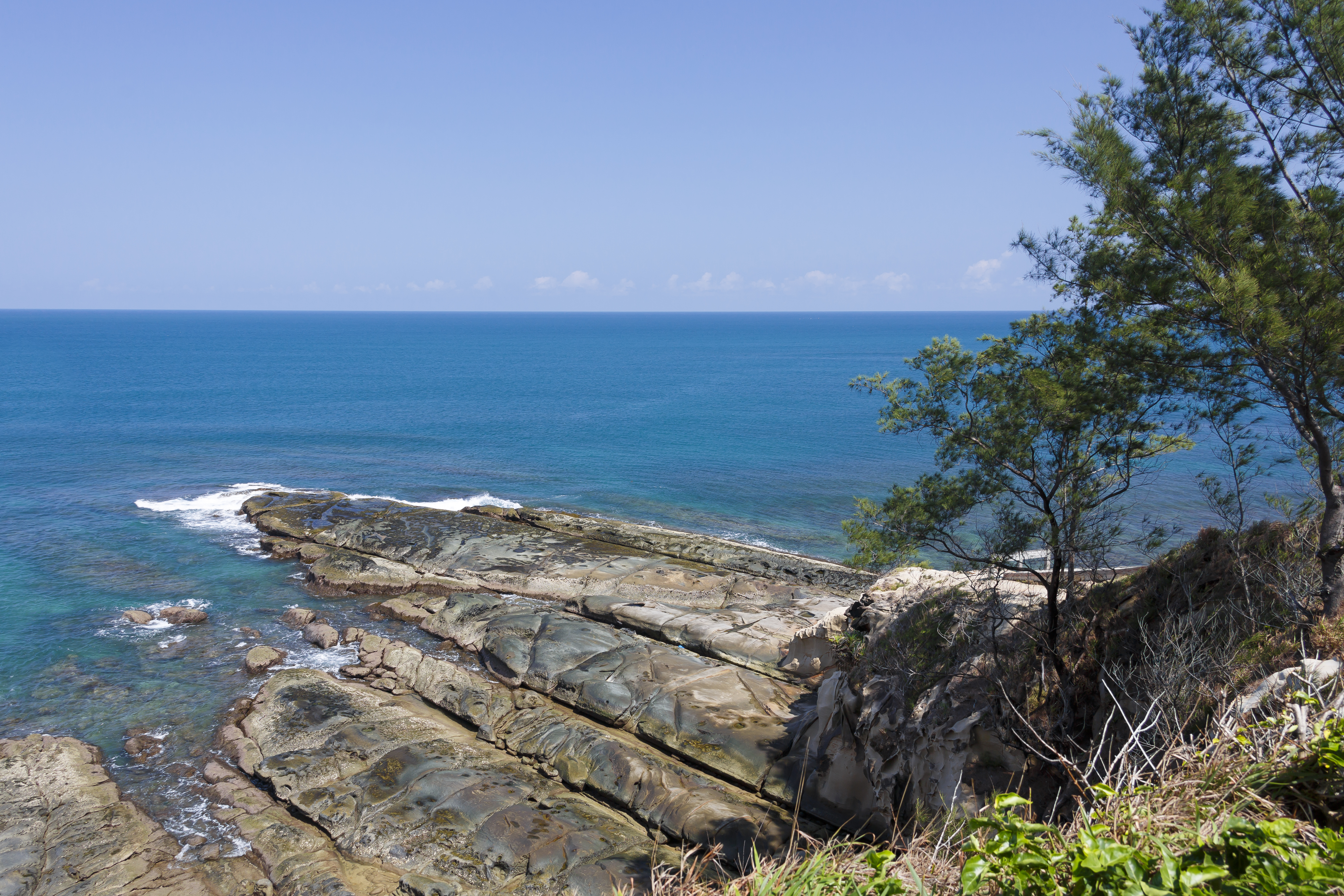
보르네오 섬의 북쪽 끝

## 산업
20세기초 대농장 농업이 시작된 이후 슴포르나반도와 세그마 계곡에서는 담배를, 쿠다트 지구에서는 코코넛을, 산디칸 지구에서는 기에나 기름야자 등을 재배하고 있다. 서해안 평야에서는 쌀과 고무를 재배하고 있다. 쌀을 생산하는 논이 상당히 많고 관개도 하고 있으나 수요를 충당하지 못해 타이 등으로부터 수입에 의존하고 있다. 수출품으로는 목재·고무·코프라·마닐라삼이 손꼽힌다. 깊숙이 굽은 만(灣)이 여러 개 있어 빅토리아·코타키나발루(주도)·쿠다트·산다칸·타와우 등 훌륭한 항구가 갖추어져 있다. 돌·산호모래·점토를 추출해서 건축재료로 사용한다. 틸라와스 강 가까이에서는 금광이 발견되었으며 앞바다에서는 석유 시추작업을 한 결과 템붕고 유전이 개발되었다. 공업으로는 제재업과 고무제품 제조가 이루어지고 있다. 말레이인·카다잔족·중국인·바자우족·무루트족이 주요인종집단이다. 보르네오 섬에 속한 다른 지역과는 달리 사바에는 강이 1개(키나바탕간 강)밖에 없지만 이 강을 통해 내륙 깊숙한 곳까지 접근할 수 있다. 상호교류를 할 수 있는 유일한 통로가 강뿐인 곳도 몇 군데 있지만 여행은 주로 4륜마차·조랑말·물소를 교통수단으로 하는 육로를 통해 이루어진다. 소규모 도로망이 형성되어 있으며 보통 주요항구 도시에는 공항이 있다. 코타키나발루에서 쿠타르까지 간선도로로 연결되며, 총 187km에 이르는 철도구간이 코타키나발루에서 테놈까지 가설되어 있다.

## 사회

### 언어
말레이시아에는 말레이인, 중국인, 인도인, 그리고 다른 많은 민족들이 몇 세대에 걸쳐 함께 살아왔다. 이들은 서로의 문화에 영향을 미치며 융화와 변화를 통해 진정한 말레이시아 문화를 형성했다.
말레이시아 인구는 대부분 말레이계, 중국계, 인도계로 구성되어 있으며, 사바주와 사라왁주에는 독특한 문화와 유산을 간직한 수많은 원주민들이 살고 있다.
말레이인
현재 말레이시아 최대 규모의 민족은 말레이인이며 전체 인구의 50% 이상을 차지한다. 말레이시아에서 '말레이'라는 말은 이슬람교와 말레이 전통을 따르고, 말레이어로 말하며, 말레이인을 조상으로 하는 사람들을 지칭한다. 이들은 1400년대에 이르러 힌두교와 소승불교에서 이슬람교로 개종하기 시작했는데, 이는 말라카 왕립 재판소의 판결에 크게 영향을 받았다. 말레이인은 온화한 성품과 풍부한 예술성을 갖춘 것으로 유명하다.
중국인
중국계 말레이시아인은 전체 인구의 약 25%로, 두 번째로 큰 비중을 차지하고 있다. 대부분 19세기에 이민 온 중국인들의 후손으로 모든 일에 근면하며 날카로운 비즈니스 감각을 지닌 것으로 유명하다. 중국계 말레이시아인은 사용하는 언어에 따라 주로 페낭 섬 북부에 거주하는 호키엔 사용자, 수도 쿠알라 룸푸르에 사는 광동어 사용자, 남쪽의 조호 주에 사는 만다린(북경어) 사용자 등 세 그룹으로 분류된다.
인도인
인도계 말레이시아인은 전체 인구의 약 10%로 세 주요 민족 중 가장 적은 비중을 차지하고 있다. 영국 식민지 시절 당시 인도의 카스트 제도에서 벗어날 수 있다는 기대를 품고 더 나은 삶을 꾸리기 위해 말레이시아로 이주를 택한 남인도 이민자들이 있었는데, 지금의 인도계 말레이시아인들은 대부분 그들의 후손이다. 타밀어를 사용하고 주로 힌두교를 믿는 이들은 아름다운 사원과 매운 요리, 세련된 사리(saree:여성 힌두교도 의상)와 같은 다양한 문화도 함께 들여왔다.

사바
사바주에서 가장 큰 원주민 집단은 카다잔 두순(Kadazan Dusun), 바자우(Bajau), 무룻(Murut)이다.

### 문화
말레이시아는 알면 알수록 매력적인 나라다. 다양한 인종과 종교가 어우러진 활기찬 나라 말레이시아에서는 말레이계, 인도계, 중국계와 그 외의 다양한 민족들이 평화롭게 조화를 이루며 함께 살아가고 있다.
이러한 다문화주의로 인해 말레이시아에서는 수백 가지 이상의 다채로운 축제들이 열리고 있으며, 미식가들의 천국이라는 찬사를 받고 있다. 친절하고 따뜻한 말레이시아 사람들이 개인적인 모임은 물론 파티를 즐기기를 좋아하는 것은 이러한 문화적 특성을 생각한다면 자연스러운 일이다.
지리적으로 말레이시아는 남중국해를 사이에 두고 크게 말레이반도 남부의 서말레이시아와 보루네오 섬 북부의 동말레이시아로 나뉜다. 말레이시아는 13개 주와 3개의 연방 자치령으로 구성된 연방국가이며, 이 중 말레이반도에는 11개 주와 2개 연방자치령(쿠알라 룸푸르와 푸트라자야)이, 동말레이시아에는 2개 주와 1개 연방 자치령(라부안)이 있다.
말레이시아의 가장 큰 매력 중 하나는 극단적인 대조를 발견하는 재미가 있다는 점이다. 우뚝 솟은 고층 건물들 아래로 오래된 목재가옥이 내려다 보이고, 오래된 산호초 지대에서 바로 몇 미터 떨어진 곳에는 5성급 호텔이 자리하고 있다. 시원한 고지대에서 아래로 내려가다 보면 따뜻한 모래 해변과 울창하고 습윤한 맹그로브 숲이 펼쳐진다.
절묘하게 어우러진 문화, 경이로운 자연을 경험하며 놀라움으로 가득한 완벽한 휴가를 보내고 싶다면 지금 말레이시아로 떠나 보자.
수백 년 전 국제 향신료 루트의 일부였던 말레이시아는 흥미로운 역사적 배경을 가진 모자이크 문화(다문화) 사회가 되었다. 사람부터 건축까지 이 지역의 모든 것들이 다채로운 문화유산과 융합된 문화를 반영하고 있다. 따라서 말레이시아 문화를 이해하려면 먼저 말레이시아 사람들을 이해하는 것이 중요하다.

### 비자 문제
사바는 사라왁과 마찬가지로 본토와는 분리된 별도의 이민국이 존재하며, 말레이시아인이라도 사바에 들어오기 위해서는 별도의 허가가 필요하다. 이는 본토인의 영향력이 커질 것을 우려하여 입국 제한조치를 취하는 것인데, 가령 본토인이 사바에 들어올 때는 90일 무비자를 받게 된다. 취직 또는 입학의 경우 별도의 비자 신청이 필요하다. 다만 사라왁에 비하면 제한이 덜한 편이며, 본토에서 무비자를 받은 외국인이라도 사바에서 문제없이 체류할 수 있다. 사바에서 받은 비자로 본토에서 체류할 순 있으나, 사라왁은 안 된다.
이러한 이유는 정확히 알 수 없지만, 일종의 지역감정은 한 가지 대표적인 이유로 거론되기도 한다. 실제로 사바인들의 상당수가 본토에 대한 반감이 있으며, 일부는 SSKM 등 독립단체를 결성하여 분리독립을 시도하려 하고 있다. 물론 사라왁에 비하면 본토에 더 동화되긴 했지만, 원주민들 사이의 지역감정은 여전하다.
사라왁주와 마찬가지로 본토인을 블랙리스트에 넣어 입국을 금지할 수 있다. 최근 술루 술탄 가족과 접촉해 논란이 된 야당 지도자 누룰 이자 안와르는 사바주에서 입국이 금지되었다.

## 같이 보기
- 북보르네오 분쟁